# Pyrenicocephalus
Pyrenicocephalus is een geslacht van wantsen uit de familie van de Enicocephalidae. Het geslacht werd voor het eerst wetenschappelijk beschreven door Štys in 2010.

## Soorten
Het genus is monotypisch en bevat alleen de volgende soort:

- Pyrenicocephalus jarzembowskii Štys, 2010